# Bể máu
Bể máu (tiếng Triều Tiên: 피바다) là một cuốn tiểu thuyết Cách mạng nổi tiếng của CHDCND Triều Tiên.
Tác phẩm này đã được dựng thành phim, kịch và được xếp vào Ngũ Đại Cách mạng Nhạc kịch.

## Nội dung
Nội dung tác phẩm kể về những vụ sát hại người Triều Tiên hàng loạt trong thời kỳ chiếm đóng của Đế quốc Nhật Bản (1910 - 1945).

## Đón nhận
Tại Bình Nhưỡng đại kịch trường (nhà hát kịch lớn Bình Nhưỡng), Bể máu là vở kịch duy nhất được diễn, 3-4 lần mỗi tuần. Bể máu cũng là vở kịch thành công nhất của Triều Tiên với 1500 lần biểu diễn.
Một phiên bản phim đen trắng dài ba tiếng cũng được bấm máy, nghe đồn được đồng đạo diễn bởi Kim Chính Nhật, con trai tác giả.